# 29 septembre en sport
29 août 29 octobre
Chronologies thématiques
- Croisades
- Ferroviaires
- Disney

Le 29 septembre est le 272e jour de l'année (273e en cas d'année bissextile) du calendrier grégorien.

## Événements

### XIXesiècle
- 1851 :
  - (Boxe) : tenant du titre de champion d'Angleterre depuis 1850, William Perry perd sa couronne face à Harry Broome[1]. Broome conserve son titre jusqu'en 1856.
- 1879 :
  - (Golf) : Jamie Anderson remporte l'Open britannique à l'Old Course de St Andrews[2].
- 1887 :
  - (Football) : fondation du club omnisports allemand du Hambourg SV.

### XXesièclede1901à1950
- 1926 :
  - (Cyclisme) : à Monthléry, Léon Vanderstuyft établit un nouveau record de vitesse à vélo sur le plat derrière abri à 122,771 km/h.
- 1935 :
  - (Sport automobile) : Grand Prix automobile de Tchécoslovaquie.

### XXesièclede1951à2000
- 1962 :
  - (Athlétisme) : Valeriy Brumel établit un nouveau record du monde du saut en hauteur à 2.27 mètres.
- 1968 :
  - (Sport automobile) : victoire de Pedro Rodriguez et Lucien Bianchi aux 24 Heures du Mans.
- 1991 :
  - (Formule 1) : Grand Prix automobile d'Espagne.

### XXIesiècle
- 2001 :
  - (Cyclisme) : le Français Arnaud Tournant, remporte sa troisième médaille d’or des championnats du monde de cyclisme sur piste
- 2002 :
  - (Cyclisme) : l’Espagnol Aitor González remporte le Tour d'Espagne cycliste.
  - (Formule 1) : Grand Prix automobile des États-Unis.
- 2004 :
  - (Baseball) : la Ligue majeure de baseball annonce le déménagement de la franchise des Expos de Montréal vers Washington. Les Expos jouent le soir même le dernier match local de leur histoire au Stade olympique.
- 2013 :
  - (Athlétisme) : le Kényan Wilson Kiprotich remporte le marathon de Berlin en 2 heures, 3 minutes et 23 secondes, nouveau record mondial de l’épreuve.
- 2019 :
  - (Compétition automobile /Formule 1) : sur le Grand Prix automobile de Russie qui se dispute sur l'Autodrome de Sotchi, le Britannique Lewis Hamilton remporte sa 9e victoire de la saison, après avoir démarré en première ligne, il devance son coéquipier, le Finlandais Valtteri Bottas. Le Monégasquee Charles Leclerc termine 3e.
  - (Cyclisme sur route /Mondiaux) : sur la course en ligne masculine des championnats du monde de cyclisme sur route, qui se déroule sur une distance de 284,5 kilomètres entre Leeds et Harrogate, dans le Yorkshire, au Royaume-Uni, victoire du Danois Mads Pedersen qui devance l'Italien Matteo Trentin et le Suisse Stefan Küng[3].
  - (Volley-ball /Euro masculin) : en finale de l'Euro masculin qui se déroule en France, à Bercy, victoire de la Serbie qui s'impose face à la Slovénie 3 – 1[4].
- 2023 :
  - (Gymnastique artistique /Mondiaux) : début de la 52e édition des Championnats du monde de gymnastique artistique qui ont lieu jusqu'au 8 octobre 2023 au Palais des sports d'Anvers, en Belgique.

## Naissances

### XIXesiècle
- 1866 :
  - Gus Weyhing, joueur de baseball américain. († 4 septembre 1955).
- 1875 :
  - Alexandre Maspoli, haltérophile, athlète de saut puis sculpteur français. († 25 septembre 1943).
- 1878 :
  - Giosuè Giuppone, pilote de moto et de courses automobile italien. († 16 septembre 1910).
- 1886 :
  - Eugène Pollet, gymnaste français. Médaillé de bronze du concours général par équipes aux Jeux d'Anvers 1920. († 16 décembre 1967).
- 1894 :
  - Ernesto Ambrosini, athlète de demi-fond et de steeple italien. Médaillé de bronze du 3 000 m steeple aux Jeux d'Anvers 1920. († 4 novembre 1951).
- 1896 :
  - Sven Lundgren, athlète de demi-fond suédois. Médaillé de bronze du 3 000m par équipes aux jeux d'Anvers 1920. († 18 juin 1960).

### XXesièclede1901à1950
- 1903 :
  - Dragan Jovanović, footballeur serbe. († 2 juin 1936).
  - Otto von Porat, boxeur norvégien. champion olympique des +79,4 kg aux Jeux de Paris 1924. († 14 octobre 1982).
- 1905 :
  - Attilio Bernasconi, footballeur argentin puis français. († 18 avril 1971).
  - Fidel LaBarba, boxeur américain. champion olympique des -50,8 kg aux Jeux de Paris 1924. († 2 octobre 1981).
- 1908 :
  - Eddie Tolan, athlète de sprint américain. champion olympique du 100 et 200 m aux Jeux de Los Angeles 1932. († 30 janvier 1967).
- 1910 :
  - Aldo Donati, footballeur italien. Champion du monde de football 1938. († 3 novembre 1984).
- 1913 :
  - Silvio Piola, footballeur italien. Champion du monde de football 1938. (34 sélections en équipe nationale). Sélectionneur de l'équipe d'Italie de 1953 à 1954. († 4 octobre 1996).
- 1915 :
  - Michel Payen, footballeur français. (3 sélections en équipe de France). († 20 février 2002).
- 1919 :
  - Masao Takemoto, gymnaste japonais. Médaillé d'argent du saut de cheval aux Jeux d'Helsinki 1952, médaillé d'argent du concours général par équipes puis médaillé de bronze aux anneaux, aux barres parallèles et à la barre fixe aux Jeux de Melbourne 1956 et champion olympique du concours général par équipes puis médaillé d'argent à la barre fixe aux Jeux de Rome 1960. Champion du monde gymnastique au sol 1954 et 1958. († 2 février 2007).
- 1927 :
  - Adhemar da Silva, athlète de sauts brésilien. champion olympique du triple saut aux Jeux d'Helsinki 1952 puis aux Jeux de Melbourne 1956. Détenteur du Record du monde du triple saut du 3 décembre 1950 au 19 juillet 1953 et du 16 mars 1955 au 19 juillet 1958. († 12 janvier 2001).
  - Sherwood Johnston, pilote de courses automobile américain. († 9 octobre 2000).
- 1930 :
  - Lucien Mias, joueur de rugby à XV français. Vainqueur du Tournoi des cinq nations 1959. (29 sélections en équipe de France).
- 1932 :
  - Paul Giel, joueur de baseball américain. († 22 mai 2002).
- 1939 :
  - Jim Baxter, footballeur écossais. (34 sélections en équipe nationale). († 14 avril 2001).
- 1942 :
  - Felice Gimondi, cycliste sur route italien. Champion du monde de cyclisme sur route 1973. Vainqueur du Tour de France 1965, des Tours d'Italie 1967, 1969, 1976, du Tour d'Espagne 1968, de Paris-Roubaix 1966, des Tours de Lombardie 1966 et 1973, et de Milan-San Remo 1974. († 16 août 2019).
- 1943 :
  - Robert Nouzaret, footballeur puis entraîneur français. Sélectionneur de l'équipe de Côte d'Ivoire de 1996 à 1998 et de 2002 à 2004, de l'équipe de Guinée de 2006 à 2009 puis de l'équipe de république démocratique du Congo de 2010 à 2011.
  - Wolfgang Overath, footballeur allemand. Champion du monde de football 1974. (81 sélections en équipe nationale).
- 1945 :
  - Nadezhda Chizhova, athlète de lancers soviétique puis russe. Médaillée du poids aux Jeux de Mexico 1968, championne olympique aux Jeux de Munich 1972 et médaillée d'argent aux Jeux de Montréal 1976. Championne d'Europe d'athlétisme du poids 1966, 1969, 1971 et 1974.
- 1950 :
  - Ken Macha, joueur de baseball américain.

### XXesièclede1951à2000
- 1951 :
  - Nina Holmén, athlète de demi-fond et de fond finlandaise. Championne d'Europe d'athlétisme du 3 000m 1974.
- 1952 :
  - Monika Zehrt, athlète de sprint est-allemande puis allemande. Championne olympique du 400 m et du relais 4 × 400 m aux Jeux de Munich 1972. Championne d'Europe d'athlétisme du relais 4 × 400 m 1971. Détentrice du Record du monde du 4 × 400 mètres du 15 août 1971 au 10 septembre 1972.
- 1953 :
  - Warren Cromartie, joueur de baseball américain.
- 1955 :
  - Gareth Davies, joueur de rugby à XV puis dirigeant sportif gallois. Vainqueur du Tournoi des Cinq Nations 1979. (21 sélections en équipe nationale).
- 1956 :
  - Sebastian Coe, athlète de demi-fond devenu homme politique britannique. Champion olympique du 1 500 m et médaillé d'argent du 800 m aux Jeux de Moscou 1980 puis aux Jeux de Los Angeles 1984. Champion d'Europe d'athlétisme du 800 m 1986. Détenteur du Record du monde du 800 mètres du 5 juillet 1979 au 7 juillet 1997 et du Record du monde du 1 500 mètres du 15 août 1979 au 27 août 1980. Président du LOCOG.
- 1958 :
  - Giuliano Giuliani, footballeur italien. Vainqueur de la Coupe UEFA 1989. († 14 novembre 1996).
- 1960 :
  - Kenneth Hansen, pilote de rallycross suédois. Champion d'Europe de rallycross à 14 reprises.
  - John Paxson, basketteur puis entraîneur américain.
- 1962 :
  - Néstor Clausen, footballeur puis entraîneur argentin. Champion du monde de football 1986. Vainqueur de la Copa Libertadores 1984. (26 sélections en équipe nationale).
- 1963 :
  - Dave Andreychuk, hockeyeur sur glace canadien.
- 1964 :
  - Brad Lohaus, basketteur américain.
- 1965 :
  - Andrea Zorzi, volleyeur italien. Champion du monde de volley-ball 1990 et 1994. Champion d'Europe de volley-ball 1993. Vainqueur des Coupe de la CEV masculine 1988, 1989 et 1990 et de la Coupe des champions de volley-ball 1995. (325 sélections en équipe nationale).
- 1966 :
  - Laurent Chambertin, volleyeur français. Vainqueur du Challenge Cup 1997. (336 sélections en équipe de France).
  - Hersey Hawkins, basketteur américain. Médaillé de bronze aux Jeux de Séoul 1988.
- 1970 :
  - Sébastien Ugeux, pilote de courses automobile belge.
- 1972 :
  - Oliver Gavin, pilote de courses automobile britannique.
- 1973 :
  - Sébastien Lambert, basketteur puis entraîneur français.
- 1976 :
  - Andriy Chevtchenko, footballeur ukrainien. Vainqueur de la Ligue des champions 2003. (111 sélections en équipe nationale).
  - Grégory Tafforeau, footballeur français.
- 1979 :
  - Martin Jagr, joueur de rugby à XV tchèque. (9 sélections en équipe nationale).
- 1981 :
  - Matthieu Sprick, cycliste sur route français.
- 1982 :
  - Matt Giteau, joueur de rugby à XV australien. Vainqueur des Coupe d'Europe de rugby à XV 2013, 2014 et 2015. (102 sélections en équipe nationale).
  - Amy Williams, skeletoneuse britannique. Championne olympique aux Jeux de Vancouver 2010.
- 1983 :
  - Patric Klandt, footballeur allemand.
- 1984 :
  - Renaud Cohade, footballeur français.
  - Per Mertesacker, footballeur allemand. Champion du monde de football 2014. (104 sélections en équipe nationale).
  - Martin Johnsrud Sundby, fondeur norvégien. Médaillé d'argent du relais 4 × 10 km aux Jeux de Vancouver 2010, médaillé de bronze du 30 km triathlon aux Jeux de Sotchi 2014 puis champion olympique du sprint par équipes et du relais 4 × 10 km ainsi que médaillé d'argent de la poursuite aux Jeux de Pyeongchang 2018. Champion du monde de ski de fond du relais 4 × 10 km 2011 et 2017 puis champion du monde de ski de fond du 15 km classique et du relais 4 × 10 km 2019.
- 1985 :
  - DaShaun Wood, basketteur américain.
- 1986 :
  - Jerome Jordan, basketteur jamaïcain.
  - Anaïs Jomby, basketteuse française.
  - Stefan Hula, sauteur à ski polonais. Médaillé de bronze par équipe aux Jeux de Pyeongchang 2018.
  - Isaac Makwala, athlète de sprint botswanais. Champion d'Afrique d'athlétisme du 400 m 2012 puis champion d'Afrique d'athlétisme du 400 m et du relais 4 × 400 m 2014.
  - Benoît Pouliot, hockeyeur canadien.
  - Michael Schär, cycliste sur route suisse.
- 1987 :
  - Darington Hobson, basketteur américain.
  - Jessica Houara-d'Hommeaux, footballeuse puis consultante TV française. (39 sélections en équipe de France).
- 1988 :
  - Laurens De Vreese, cycliste sur route belge.
  - Kevin Durant, basketteur américain. Champion olympique aux Jeux de Londres 2012 puis aux Jeux de Rio 2016. Champion du monde de basket-ball 2010. (27 sélections en équipe nationale).
  - Jannick Green, handballeur danois. Champion olympique aux Jeux de Rio 2016. Champion du monde masculin de handball 2019. Vainqueur de la Ligue européenne masculine 2021. (137 sélections en équipe du Danemark).
- 1989 :
  - Cristina Florianu, handballeuse roumaine. (19 sélections en équipe nationale).
  - Yevhen Konoplyanka, footballeur ukrainien. Vainqueur de la Ligue Europa 2016. (81 sélections en équipe nationale).
- 1991 :
  - Luka Babić, basketteur croate. (20 sélections en équipe nationale).
  - Enzo Lefort, fleurettiste français. Médaillé d'argent du fleuret par équipes aux Jeux de Rio 2016 puis champion olympique par équipes aux Jeux de Tokyo 2020. Médaillé de bronze du fleuret par équipes aux Mondiaux d'escrime 2013, champion du monde d'escrime du fleuret par équipes et médaillé de bronze en individuel 2014, médaillé de bronze par équipes 2017, champion du monde en individuel et médaillé d'argent par équipes 2019, champion du monde en individuel et médaillé de bronze par équipes 2022 puis médaillé de bronze en individuel 2023. Médaillé d'argent du fleuret par équipes aux CE d'escrime 2012, champion d'Europe d'escrime par équipes 2014, 2015 et 2017, champion d'Europe par équipes et médaillé de bronze en individuel 2019 puis médaillé d'argent en individuel et par équipes 2023.
  - Jordan Marié, footballeur français.
- 1992 :
  - Baser Amer, basketteur philippin.
- 1993 :
  - Carlos Salcedo, footballeur mexicain. Vainqueur de la Gold Cup 2019 et de la Ligue des champions 2020. (48 sélections en équipe nationale).
  - Oleh Vernyayev, gymnaste artistique ukrainien. Champion olympique des barres parallèles et médaillé d'argent du concours général individuel aux Jeux de Rio 2016. Champion du monde de gymnastique artistique des barres parallèles 2014. Champion d'Europe de gymnastique artistique des barres parallèles 2014, du saut de cheval 2016, du concours général individuel et des barres parallèles 2015 et 2017.
- 1994 :
  - Katarzyna Niewiadoma, cycliste sur route polonaise. Victorieuse de l'Emakumeen Euskal Bira 2015, de l'Open de Suède Vårgårda 2015, de The Women's Tour 2017 et de l'Amstel Gold Race féminine 2019.
- 1995 :
  - Jordan Leborgne, footballeur français.
  - Mathias Lessort, basketteur français. Médaillé de bronze au Mondial 2019. Vainqueur de la Coupe d'Europe FIBA 2017 et de l'EuroCoupe 2021. (30 sélections en équipe de France).
  - Ryan Owens, cycliste sur piste britannique.
- 1998 :
  - Ivan Delić, footballeur croate.
  - David Schnegg, footballeur autrichien.
- 1999 :
  - Déborah Lassource, handballeuse française. (7 sélections en équipe de France).

### XXIesiècle
- 2004 :
  - Abdoulie Manneh, footballeur gambien.
  - Jeyland Mitchell, footballeur costaricien.

## Décès

### XXesièclede1901à1950
- 1914 :
  - Jean Bouin, 25 ans, athlète de fond et de demi-fond français. Médaillé de bronze du 3 miles par équipes aux Jeux de Londres 1908 puis d'argent du 5 000 m aux Jeux de Stockholm 1912. Vainqueur des Cross des nations 1911, 1912 et 1913. (° 20 ou 21 décembre 1888).
- 1929 :
  - J. Nicholas, 50 ans, footballeur anglais. Champion olympique aux Jeux de Paris 1900. (1 sélection en équipe nationale). (° 24 juillet 1879).
- 1937 :
  - Raymond Clarence Ewry, 63 ans, athlète de sauts américain. Champion olympique des sauts en hauteur sans élan, en longueur sans élan et triple saut sans élan aux Jeux de Paris 1900 et aux Jeux de Saint-Louis 1904 puis champion olympique du saut en hauteur sans élan et du saut en longueur sans élan aux jeux de Londres 2012. (° 14 octobre 1873).
  - Ernst Hoppenberg, 59 ans, nageur allemand. Champion olympique du 200 m dos et du 200 m par équipes aux Jeux de Paris 1900. (° 26 juillet 1878).
- 1949 :
  - Edward Owen, 62 ans, athlète de demi-fond britannique. Médaillé d'argent du 5 miles aux Jeux de Londres 1908 et de bronze du 3 000m par équipes aux Jeux de Stockholm 1912. (° 6 novembre 1886).

### XXesièclede1951à2000
- 1959 :
  - Julius Beresford, 91 ans, rameur britannique. Médaillé d'argent du quatre en pointe avec barreur aux Jeux de Stockholm 1912. (° 29 juin 1868).
- 1967 :
  - Henri Amand, 94 ans, joueur de rugby à XV puis arbitre et dirigeant sportif français. (1 sélection en équipe de France). Président de la FFR. (° 17 septembre 1873).
- 1968 :
  - Paul Radmilovic, 82 ans, poloïste et nageur britannique. Champion olympique du relais 4 × 200 m nage libre et du water-polo aux Jeux de Londres 1908 puis champion olympique de water-polo aux Jeux de Stockholm 1912 et aux Jeux d'Anvers 1920. (° 5 mars 1886).
- 1975 :
  - Casey Stengel, 85 ans, joueur de baseball puis dirigeant américain. (° 30 juillet 1890).
- 1977 :
  - Albert Edward Cooke, 75 ans, joueur de rugby à XV néo-zélandais. (8 sélections en équipe nationale). (° 5 octobre 1901).
- 1981 :
  - Bill Shankly, 68 ans, footballeur puis entraîneur écossais. (5 sélections en équipe nationale). Vainqueur de la Coupe UEFA 1973. (° 2 septembre 1913).

### XXIesiècle
- 2001 :
  - Youssef Belkhouja, 26 ans, footballeur marocain. (2 sélections en équipe nationale). (° 16 juillet 1975).
- 2003 :
  - Michel Watteau, 57 ans, footballeur français. (1 sélection en équipe de France). (° 11 octobre 1945).
- 2004 :
  - Richard Sainct, 34 ans, pilote de rallye-raid moto français. Vainqueur des Rallye Dakar 1999, 2000 et 2003. (° 14 avril 1970).
- 2007 :
  - Gyula Zsivótzky, 70 ans, athlète du lancer de marteau hongrois. Médaillé d'argent aux Jeux de Rome 1960 et aux Jeux de Tokyo 1964 puis champion olympique aux Jeux de Mexico 1968. Champion d'Europe d'athlétisme 1962. (° 5 février 1937).
- 2011 :
  - Vera Popkova, 68 ans, athlète de sprint soviétique puis russe. Médaillée de bronze du relais 4 × 100 m aux Jeux de Mexico 1968. (° 2 avril 1943).
- 2017 :
  - Ludmila Belousova, 81 ans, patineuse artistique de couple soviétique puis russe. championne olympique de couple aux Jeux d'Innsbruck 1964 et aux Jeux de Grenoble 1968. Championne du monde de patinage artistique de couple 1965, 1966, 1967 et 1968. Championne d'Europe de patinage artistique de couple 1965, 1966, 1967 et 1968. (° 22 novembre 1935).
  - Lorenz Funk, 70 ans, hockeyeur sur glace puis entraîneur et ensuite dirigeant sportif allemand. Médaillé de bronze aux Jeux d'Innsbruck 1976. Président du BSC Preussen 2000 à 2004. (° 17 mars 1947).